# Analisi fattoriale
In statistica e in psicometria l'analisi fattoriale è una tecnica che permette di evidenziare l'esistenza di una struttura di tratti latenti (in psicometria) o fattori o dimensioni (in statistica), non misurabili direttamente, all'interno di un insieme di variabili direttamente osservabili (talvolta definite anche variabili indicatore o variabili strumentali) che si relazionino con tali tratti latenti. Al loro interno, le dimensioni sono caratterizzate da una propria coerenza teorica, ossia i fattori non si limitano a rappresentare l'esistenza di un'associazione statistica tra variabili ma devono anche essere interpretabili dal punto di vista scientifico-razionale.

## Classificazione
L'analisi fattoriale può essere condotta sia a scopi esplorativi (EFA, Exploratory Factor Analysis) che a scopi confermativi (CFA, Confirmatory Factor Analysis): nel primo caso i fattori vengono estrapolati a partire dai dati, mentre nel secondo è il ricercatore a porre dei vincoli sul proprio modello e a verificare se tale modello sia coerente con i dati osservati, cioè, in termini statistici, se mostri un fit adeguato ai dati. Le tecniche usate per EFA e CFA sono molto diverse, prima di tutto dal punto di vista degli scopi sopra illustrati e in secondo luogo per il tipo di modellizzazione matematica adottata. In generale, comunque, si può dire che tali tecniche si rivolgono alla ricerca dei "punti in comune" delle misurazioni raccolte, per quanto da prospettive diverse.

## Modellizzazione matematica
Dal punto di vista matematico, sia la EFA che la CFA lavorano sulla matrice di correlazione tra le variabili osservate o, analogamente, sulla matrice di varianza e covarianza. Le tecniche sono utilizzabili sia con variabili quantitative che con variabili qualitative, purché tutte le variabili inserite nel modello abbiano lo stesso tipo di metrica; ciò è necessario per la scelta delle misure di correlazione o di variabilità per calcolare le matrici.

### Analisi Fattoriale Esplorativa
Nel caso della EFA, a partire dalla matrice di correlazione o di varianza e covarianza si procede all'estrazione di fattori attraverso varie tecniche. Tra le più comunemente utilizzate vi sono il metodo dei fattori principali, la fattorizzazione per componenti principali, la stima di massima verosimiglianza; la scelta del metodo più opportuno dipende da vari criteri di natura statistica, metodologica e interpretativa. Qualsiasi metodo estrarrà un numero di fattori pari al numero {\displaystyle n} di variabili misurate ma solo una parte di essi sarà necessario. La scelta del numero di fattori da considerare nella soluzione fattoriale può essere effettuata secondo differenti criteri, tra i quali vanno ricordati in modo particolare:
- il criterio di Kaiser, in base al quale si considerano tutti i fattori il cui autovalore sia superiore o uguale a 1[3];
- il criterio di Cattell, o analisi dello scree plot, che stabilisce il numero di fattori per via grafica (lo scree plot rappresenta gli autovalori in ordinata e le dimensioni, progressivamente dalla prima, in ascissa) andando a ricercare il punto di flesso del grafico[3];
- la parallel analysis, che consiste sostanzialmente nell'analisi di un "doppio scree plot" dove sono rappresentati gli autovalori dei fattori determinati dalla EFA e di uno stesso numero di fattori casuali. Il numero di dimensioni da considerare viene stabilito ricercando quale sia la dimensione dove gli autovalori "reali" diventino più piccoli di quelli "casuali"[4].

È utile ricordare, per chiarire quanto detto, che gli autovalori si relazionano con la quota di variabilità "spiegata" dal fattore e che assumono valori discendenti man mano che dal primo fattore ci si sposta verso l'ultimo.
Poiché le soluzioni fattoriali sono infinite ed equivalenti tra loro, il risultato può venire poi sottoposto a rotazione con vari metodi. I metodi che usano rotazioni ortogonali preservano l'indipendenza dei fattori (il più usato è il Varimax), mentre quelli che usano rotazioni oblique rilasciano il vincolo di indipendenza dei fattori per migliorarne l'interpretabilità (tra questi va ricordato il Promax). Ai fini dell'interpretazione del risultato, i parametri più importanti da valutare sono:
- a livello globale, la quantità di variabilità o, più precisamente, di varianza "spiegata" dal complesso di fattori considerati e da ciascun fattore singolarmente;
- la saturazione (factor loading), che descrive la forza della relazione tra il fattore e la variabile misurata; saturazioni molto basse (se standardizzate, con valori assoluti inferiori a 0,30 o 0,40) vengono in genere utilizzate per escludere la relazione tra una variabile e un fattore, semplificando quindi la struttura. Si noti in proposito che nel discutere tale parametro è logicamente più corretto affermare "il fattore satura la variabile" che non viceversa;
- la comunalità (communality) o, in alternativa, il suo complemento a 1, definito unicità (uniqueness), che descrive quanto della varianza della variabile osservata viene spiegato dalla varianza del fattore che satura tale variabile o, se discusso in termini di unicità, la quota di varianza della variabile non spiegata dal fattore ossia unica della variabile.

Se, dopo aver stabilito la struttura fattoriale, ossia quali fattori saturino quali variabili, tale struttura risulta multifattoriale, spesso si effettua un ulteriore passaggio eseguendo una nuova EFA singolarmente per ciascun fattore.

### Analisi Fattoriale Confermativa
La CFA è una tecnica molto diversa dalla EFA dal punto di vista matematico, a riflettere la grande differenza di scopo tra questi due metodi. La CFA, infatti, viene condotta attraverso l'uso di modelli di equazioni strutturali (in inglese SEM, Structural Equation Modeling). La struttura fattoriale è vincolata, ossia definita a priori dal ricercatore (le relazioni strutturali non sono, comunque, gli unici parametri che possono/devono essere vincolati). Il modello procederà a stimare le saturazioni e, quindi, a calcolare una serie di indici di fit che descrivono in che misura il modello si adatti ai dati ossia, in termini più semplici, quanto bene il modello sia in grado di descrivere le osservazioni. Esiste un gran numero di indici di fit, i quali in generale possono essere suddivisi tra indici assoluti (quali il valore della statistica test Chi Quadrato - l'unico che permetta anche l'applicazione di un test inferenziale - e il RMR, il SRMR o il RMSEA), indici relativi (quali NFI e TLI) e indici comparativi (quali AIC e BIC).

## Esempi
Le variabili osservate sono spesso gli item di una griglia di valutazione. Un esempio, preso dalla psicometria, è quello della misurazione dell'attitudine comunicativa non verbale di un paziente nei confronti di un terapista. Tale tratto non è misurabile in modo diretto; il ricercatore può invece valutare facilmente alcuni tratti - ad esempio la gestualità o lo sguardo - che potrebbero riflettere tale attitudine. Come sapere se ciò sia effettivamente vero? Dopo aver raccolto osservazioni su un numero adeguato di soggetti, stabilito secondo alcuni criteri di dimensione campionaria, sarà necessario utilizzare l'analisi fattoriale (EFA, in questo caso) per mostrare che tali variabili misurate sono effettivamente correlate tra loro lungo una dimensione e verificare che tale dimensione sia interpretabile come tratto di attitudine comunicativa non verbale.

## Differenze con altre tecniche
Mentre per la CFA non vi è sostanzialmente nessuna tecnica analoga, per quanto concerne la EFA esistono varie tecniche statistiche all'apparenza simili e che però differiscono nel tipo di modellizzazione matematica adottata e/o nello scopo.
La tecnica forse più simile alla EFA è l'analisi delle componenti principali (PCA), la quale però è una tecnica di riduzione della dimensionalità dei dati che permette di descrivere i dati utilizzando un numero inferiore di variabili sintetizzando le informazioni in base alla struttura di correlazione o covarianza delle variabili osservate. Il ragionamento sottostante è quindi simile all'estrazione dei fattori della EFA ma è molto diverso lo scopo, nonché il fatto che per la PCA le dimensioni estratte non devono necessariamente mostrare una loro coerenza teorica ma possono riflettere una relazione anche solo statistica tra i dati.
Un'altra tecnica, più simile alla EFA in linea di principio ma molto diversa matematicamente, è l'analisi delle corrispondenze semplici (CA) o multiple (MCA). Tale tecnica, nata a scopo prettamente esplorativo, può essere utilizzata solo con variabili di natura qualitativa nominale e si focalizza in realtà non sulle variabili quanto sulle categorie. Il tipo di modellizzazione adottato trasforma le frequenze osservate per ciascuna categoria in una metrica basata sulla distribuzione statistica del Chi Quadrato. Rappresenta poi tali categorie in uno spazio a {\displaystyle n} dimensioni, dove {\displaystyle n} è compreso tra 1 e il numero di categorie, in cui la variabilità è rappresentata geometricamente in termini di inerzia e la distanza geometrica tra i punti che rappresentano le categorie è tanto più piccola quanto più le categorie sono associate (cioè tendono a variare insieme). È comunque necessario precisare che CA e MCA possono essere anche utilizzate in una prospettiva molto differente: quanto qui descritto si riferisce all'analisi delle corrispondenze rispetto alle variabili (in un dataset in formato standard, ragionando "per colonne"), in cui l'idea di fondo è evidenziare l'esistenza di profili archetipici distinguibili in {\displaystyle n} dimensioni; tuttavia, le tecniche di analisi delle corrispondenze possono anche essere utilizzate per descrivere le unità statistiche (in un dataset in formato standard, ciò significa ragionare "per righe") e osservare quindi le somiglianze tra i profili delle diverse unità statistiche.

## Implementazioni software
Funzioni per eseguire l'analisi fattoriale, sia esplorativa sia confermativa, sono disponibili nei più comuni software statistici, tra cui SAS (Proc Factor), Stata (comandi factor, factormat e sem), SPSS ed R.